# Simone Bolelli
Simone Bolelli (n. 8 octombrie 1985) este un jucător italian de tenis. Bolelli este campion de Grand Slam, după ce a câștigat evenimentul de dublu de la Australian Open 2015 cu Fabio Fognini, devenind împreună prima pereche masculină formată integral din italieni care a câștigat un titlu de Grand Slam în Era Open. Cea mai înaltă poziție în clasamentul ATP la dublu este  numărul 6 mondial, în ianuarie 2025, iar la simplu numărul 36 mondial, în februarie 2009.